# Elina Born
Elina Born (ur. 29 czerwca 1994 w Lehtse) – estońska piosenkarka, reprezentantka Estonii podczas 60. Konkursu Piosenki Eurowizji w 2015 roku.

## Życiorys

### Początki kariery

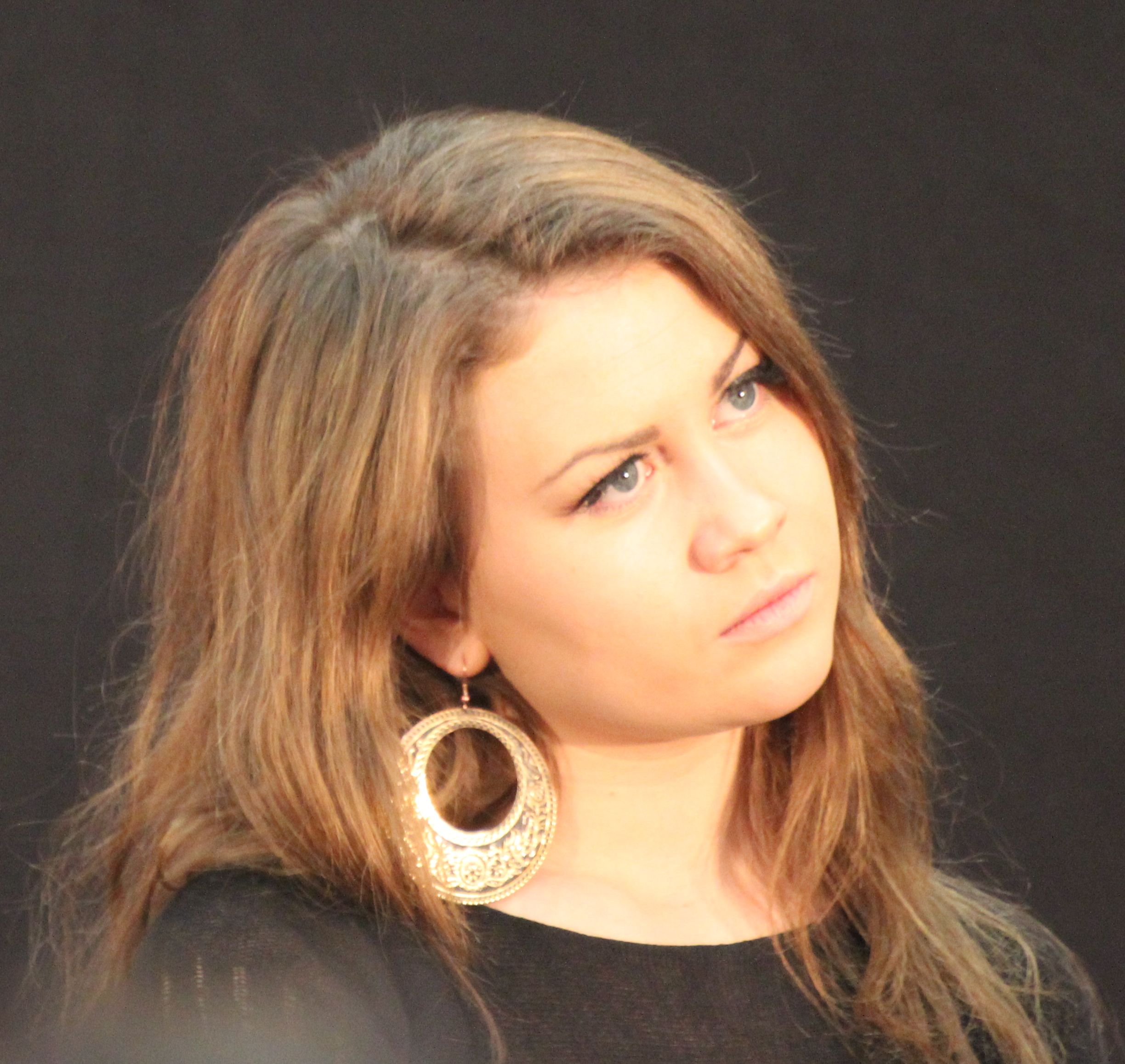
Elina Born, grudzień 2012

Na początku swojej kariery Elina Born zamieszczała swoje amatorskie nagrania w serwisie YouTube. Jedno z jej wykonań (utworu „Cruz” Christiny Aguilery) zauważył estoński piosenkarz Stig Rästa, który skontaktował się z nią i zaproponował współpracę.

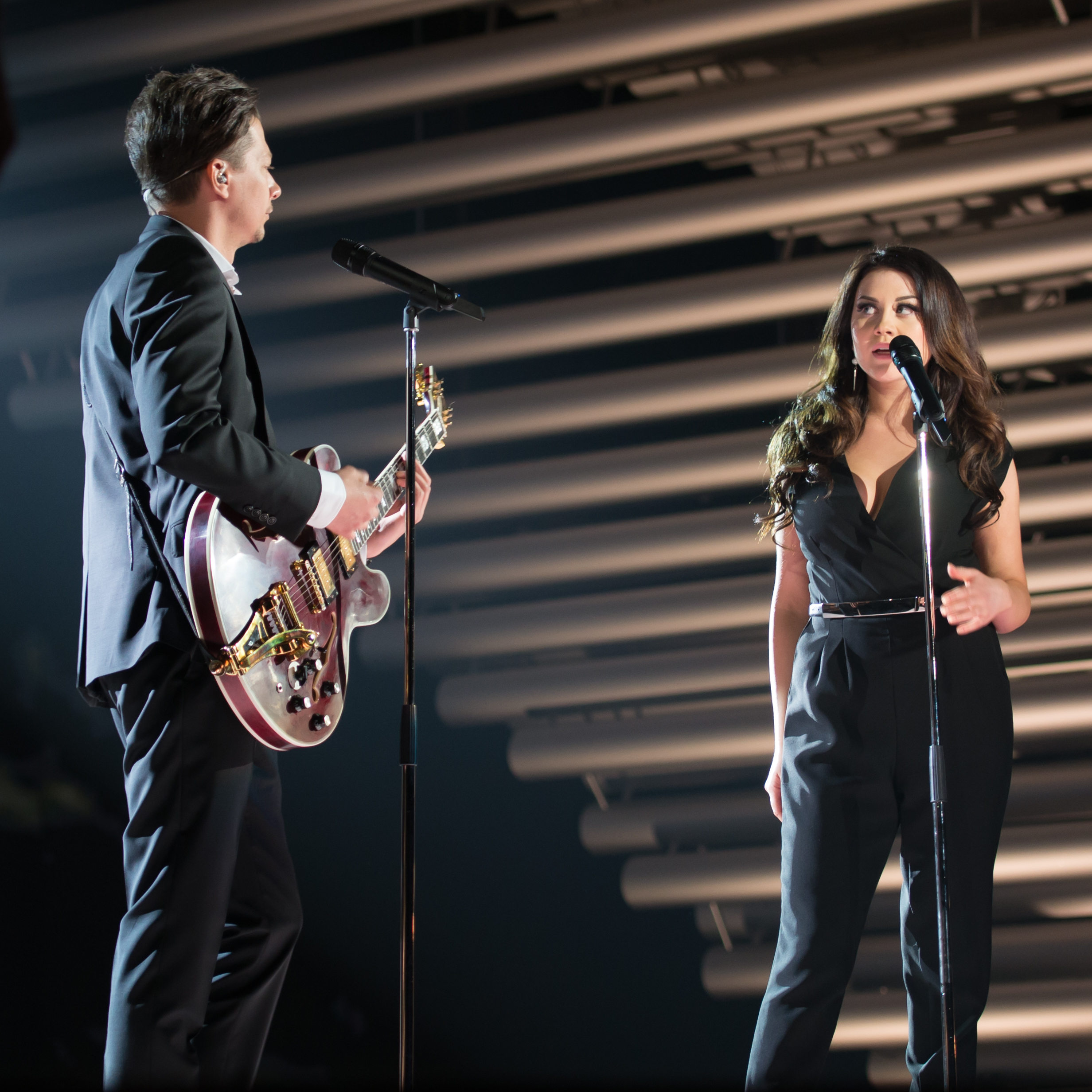
Born i Stig Rästa podczas prób do 60. Konkursu Piosenki Eurowizji, maj 2015

### 2012-13:Eesti otsib superstaari
W 2012 roku Born wzięła udział w piątej edycji programu Eesti otsib superstaari, estońskiej wersji formatu Idol. Piosenkarka ostatecznie dotarła do finału, w którym zajęła drugie miejsce tuż za Rasmusem Rändveem.

### Od 2015: Konkurs Piosenki Eurowizji iElina Born
W lutym Born i Rästa wzięli udział w Eesti Laul 2015, estońskich eliminacjach do 60. Konkursu Piosenki Eurowizji, do których zgłosili się z utworem „Goodbye to Yesterday”. Para wystąpiła w drugim półfinale selekcji i awansowała do finału, w którym ostatecznie otrzymała największe poparcie jurorów oraz telewidzów (71 429 głosów) i wygrała finał, dzięki czemu została reprezentacją Estonii podczas Konkursu Piosenki Eurowizji organizowanego w Wiedniu.
W maju Born wystąpiła z Rästą w pierwszym półfinale Konkursu Piosenki Eurowizji z siódmym numerem startowym i awansowała do finału, w którym wystąpiła jako czwarta w kolejności i zajęła siódme miejsce ze 106 punktami na koncie. W czasie udziału w konkursie ukazała się jej debiutancka płyta studyjna zatytułowana po prostu Elina Born. W czerwcu premierę miał utwór „The Otherside”, który Born nagrała we współpracy z innymi uczestniczkami Konkursu Piosenki Eurowizji – Stephanie Topalian i Tamar Kaprelian (reprezentującymi Armenię), Elhaidą Dani (Albanię) i Marią Eleną Kiriaku (Grecję).
W 2017 roku Born ponownie wystartowała w krajowych eliminacjach eurowizyjnych, tym razem z utworem „In or Out”. Wystąpiła w pierwszym półfinale Eesti Laul 2017 i z drugiego miejsca awansowała do finału, w tym zajęła ostatnie, dziesiąte miejsce w głosowaniu jurorów i telewidzów.

## Dyskografia

### Albumy studyjne
- Elina Born (2015)